# Wymowa i transkrypcja języka francuskiego

## Wymowa
Do graficznego zapisu wymowy stosuje się znaki międzynarodowego alfabetu fonetycznego (MAF), umieszczane między nawiasami kwadratowymi.
Uwaga 1. W języku francuskim akcent toniczny pada zawsze na ostatnią sylabę grupy tonicznej.
Uwaga 2. Dwukropek po literze oznacza jej wydłużenie, np. âne [ɑːn] – osioł.
Uwaga 3. Dla oznaczenia podziału na sylaby stosuje się kropkę (np. Amérique [a.me.ʀik]).

Wzór wymowy można znaleźć na różnych witrynach internetowych, np. tu: , a całych wyrazów tu: 
Artykuł Klasyfikacja spółgłosek omawia spółgłoski w przekroju międzynarodowym, a Klasyfikacja samogłosek omawia samogłoski w przekroju międzynarodowym, odsyła do przykładów w kilku językach.

## Transkrypcja języka francuskiego wedługMAF
- a – wymowa [a], występuje częściej niż  [ɑ][5], np. – avoir [avwaːʀ] – mieć, bal [bal] – bal
  - a – [ɑ], np. bas – [bɑ] lub [ba][6] – niski, [bɑːs] – niska, pâte  [pɑt] – ciasto
  - à – [a], np. voilà [vwala] – oto
  - â – [ɑ], np. âge [ɑːʒ] – wiek, pâte [pɑːt] – ciasto (surowe)
  - ai – [ɛ], („e” półotwarte), np. j'aime [ʒεːm] – kocham
  - ai – [e][7], („e” półprzymknięte),q np. j'ai [ʒe] – ja mam[8]
  - aï – [ai], np. haïr [aiːʀ] – nienawidzić[9]
  - ail, aille – [aj], [ɑj][10], np. bail [baj] – umowa najmu, paille [pɑːj]  – słoma
  - aim, ain – [ɛ̃] („e” nosowe), np. main [mɛ̃] – dłoń, nain [nɛ̃] – krasnoludek
  - am, an – [ɑ̃] („a”  nosowe), np. camp [kɑ̃] – obóz, banque [bɑ̃ːk] – bank
  - au – [ɔ] („o” półotwarte), np. auto [ɔtɔ] – auto, lub [o] („o” półprzymknięte), np. baume [boːm] – maść (balsam)
  - ay – [ɛ], [εi], [ei], [ɛj], np. saynète [sεnεt] – skecz (lub scenka), pays [pei] lub [pεi] – kraj, crayon [kʀɛjɔ̃] – ołówek
- b – [b][11], np. Barbie [baʀbi] – (lalka) Barbie
- c – [k] – przed a, o, u, spółgłoską i na końcu wyrazu[12], np. cave [kaːv] – piwnica, code [kɔd] – kod, culte [kylt] – kult, nocturne [nɔktyʀn] nokturn, bloc [blɔk] – blok (bryła nieforemna)
  - c – [s] – przed e, é, è, i, y, np. mécène [mesɛn] – mecenas
  - ç – [s], np. ça [sa] – to (skrócone cela [səla] – to)
  - ch – [ʃ], np. chat [ʃa] – kot, chien [ʃjɛ̃] pies[13]
- d  – [d] na początku i w środku wyrazu, np. date [dat] – data
  - d  – nie wymawia się na końcu wyrazu, np. nid [ni] – gniazdo
  - dd – addition [addisjɔ̃] – rachunek, dodawanie
- e – [ɛ], w sylabie akcentowanej (końcowej) przed spółgłoską wymawianą, np. bec [bεk] – dziób i w części niewymawianych, np. ballet [balε] – balet, mets [mε] – włóż,
  - e – [e], w sylabie akcentowanej (końcowej) przed spółgłoską niewymawianą r i z, np. aller [ale] – iść, chez [ʃe] – u (przyimek)
  - e  – [ə], zawsze w krótkich słowach, gdy e poprzedzone jest spółgłoską, np. je [ʒə] – ja, le (rodzajnik określony męski), de [də] – (przyimek), me [mə] – mnie, mi itd.
  - e –  niewymawiane, niemal niewymawiane lub [ə][14], w sylabie nieakcentowanej, między spółgłoskami, np. petit [pəti] lub [p'ti][15] – mały, roulement [ʀulmɑ̃] – obrót, attachement [ataʃmɑ̃] – przywiązanie
  - e – [e] lub [ɛ] przed podwojoną spółgłoską[16]
  - é – [e], zawsze wymawiane, np. allée [ale] – aleja, orienté [ɔʀjɑ̃te] – skierowany, parlé [paʀle] – mówiony
  - è – [ɛ], zawsze wymawiane, np. photosphère [fotosfɛʀ] – fotosfera, accès [aksε] – dostęp
  - ê – [ɛ], np. gêne [ʒɛn] – żenada
  - ë – [ɛ], np. Noël [noɛl] – (Boże Narodzenie)
  - eau – [o], np. beau [bo] – piękny
  - ei, eî – [ɛ], np. neige [nεːʒ] – śnieg[17]
  - eil – [ɛj], np. soleil [sɔlεj] – słońce
  - eim, ein – [ɛ̃], np. Reims [ʀɛ̃s],  peintre [pɛ̃ːtʀ] – malarz
  - em, en – [ɑ̃], np. temps [tɑ̃] – czas, entendre [ɑ̃tɑ̃ːdʀ] – słyszeć
  - en  – [ɛ̃], np. mien [mjɛ̃] – mój
  - enne  – [ɛn], np. mienne [mjɛn] – moja
  - eu – [ø], np. bleu [blø] – niebieski
  - euil, euille, eur  – [œ], np. chevreuil [ʃəvʀœj] – sarna, feuille [fœj] – liść, valeur [valœːʀ] – wartość
  - exa, exe, exi – początkowe [gz], np. examen [εgzamɛ̃] lub [egzamɛ̃] – egzamin, exercice [εgzεʀsis] – ćwiczenie, exister [εgziste] – istnieć
- f – [f], np. mafia, maffia [mafja] – mafia
- g – [g], przed spółgłoską oraz samogłoskami: a, o. u, np. Ganymède [ɡɑnimɛd] Ganimed,  égal [egal] – równy, gothique [gɔtik] – gotyk, aigu [egy] lub [εgy] – ostry
  - g – [ʒ], przed e, i, y, np. géant [ʒeɑ̃] – ogromny, gigantyczny, tige [tiʒ] – łodyga, gymnastique [ʒimnastik] – gimnastyka
  - gn – [ɲ], np. magnifique [maɲifik] – cudowny, Pologne [poloɲ] – Polska
- h – niewymawiane[18]
- i – [i]  w funkcji sylabicznej, np. ici [i.si] – tutaj  oraz w sylabie akcentowanej, gdy jest fonetycznie końcowe, np. vie [vi] – życie, préavis [pʀe.a.vi] – wymówienie, zawiadomienie (z góry)
  - i – [j]  w funkcji niesylabicznej lub przed samogłoską, np. aïeul [ajœl] – przodek
  - i, ï – [j] bez względu na położenie, jeśli pisane jest przed samogłoską, np. miel [mjεl] – miód, hiérarchie [je.ʀaʀ.ʃi]
  - i – [ij] gdy jest poprzedzone grupą liter zakończoną „l” lub „r”, np. oublier [ublije] – zapomnieć, trier [tʀije] – układać (coś według kategorii)
  - ill – [ij] po spółgłosce lub przed samogłoską, np. million [miljɔ̃] – milion, tilleul [tijœl] – lipa (roślina), rouille [ʀuj] – rdza[19]
  - ill – [il] na początku wyrazu, np. illusion [ilyzjɔ̃] – złudzenie
  - im, in –  [ɛ̃] końcowe lub przed spółgłoską, np. impôt [ɛ̃po] – podatek, cumin [kymɛ̃] – kmin rzymski
  - im, in –  [im], [in] przed samogłoską, np. mime [mim] – mim, cinéma [sinema] – kino
- j – [ʒ], np. Jupiter [ʒypitɛʀ]
- l – [l], np. couleur [kulœːʀ] – kolor
- m – [m], np. mamie [mami] babcia; (grupy aim, am, aim,  em,  um – omówione przy odpowiednich samogłoskach początkowych)
- n – [n], np. neige [nεːʒ] – śnieg, canine [kanin] – kieł; (grupy an, ain,  en, enne, un – omówione przy odpowiednich samogłoskach początkowych)
- o  – [o]  lub  [ɔ], opis wymowy, patrz wyżej:  „au”, np. pot [po][20] – garnek, moment [mɔmɑ̃] – chwila
  - œ – [œ], np. œuvre [oeːvʀ] – dzieło
  - oi, oy – [wa], np. boisson [bwasɔ̃] – napój, royal [ʀwajal] – królewski
  - om, on – [ɔ̃]  przed spółgłoską lub fonetycznie końcowe, np. tombe [tɔ̃ːb] – grób, laiton [lεtɔ̃] – mosiądz
  - om, on – [om], [ɔm], [on], [ɔn] przed samogłoską, np.  atome  [atoːm] – atom, tome [toːm] lub [tɔm] tom, cyclone [sikloːn] – cyklon, niż,   tonalité [tɔnalite] – tonacja
  - ou, où, oû  – [u], np. (la) tour  [tuːʀ] wieża, où [u] – gdzie, dokąd, goûter [gute] – podwieczorek, voûte [vut] – sklepienie
- p – [p], np. prendre [pʀɑ̃ːdʀ] – brać
  - ph – [f], np. phare [faːʀ] – latarnia morska
  - pt – [t] w ramach jednej sylaby, [pt] w sylabach sąsiadujących, np. sculpture [skyl.tyːʀ] – rzeźba, septembre [sεp.tɑ̃ːbʀ] – wrzesień
- q – [k], np. cinq [sɛ̃k] – pięć, cinquième [sɛ̃kjεm] – piąty
- r – [ʀ], np. terrain [tεʀɛ̃] – teren
- s – [s] początkowe i przed samogłoską lub spółgłoską, np. Slave, reste [ʀεst] – reszta, salle [sal] – sala
  - s – [z] między samogłoskami, np. prison [pʀizɔ̃] – więzienie
- t – [t], np. sottise [sɔtiːz] – głupota
  - tion – [sjɔ̃], np.  émotion [emosjɔ̃] – emocja
- u – [y][21][22]
  - ui –  [ɥ], np. nuire [nɥiːʀ] szkodzić[23]
  - um, un – [œ̃], np. parfum [paʀfœ̃] zapach, brun [bʀœ̃] brąz
  - um – [ɔm] w niektórych słowach pochodzenia łacińskiego, np. forum [fɔʀɔm], muzeum [myzeɔm][24]
- v – [v], np. venir [vəniːʀ] – przychodzić
- w – [v], np. wagon  [vagɔ̃] – wagon
  - w – [w], np. tramway – [tʀamwε][25]
- x  – [ks] wewnątrz i na końcu wyrazu, np. taxi [taksi] – taksówka, vexer [vεkse] – obrazić, thorax [tɔʀaks] – klatka piersiowa[26]
  - x – [gz] gdy x występuje przed „a” lub „e” na początku wyrazu, np. xénophobie [gzenɔfɔbi] – ksenofobia, Xavier [gzavje] – Ksawery oraz w słowie hexagone [εgzagɔn] – sześciobok
- y  – [j], np. payer [peje]; [pεje] – płacić
  - ym, yn  – [ɛ̃], np. symbole  [sɛ̃bɔl] – symbol, lynch [lɛ̃ːʃ] – samosąd
- z – [z] na początku wyrazu, np. zèbre [zεːbʀ] – zebra
  - z – niewymawiane na końcu wyrazu, np. assez [ase] – dość